# Regiane Alves
Regiane Kelly Lima Alves (n. 31 august 1978) este o actriță braziliană.

## Filmografie
- 2014 - Băiatul din oglindă

### Televiziune
- 1998 - Fascinação .... Ana Clara Gouveia Prates
- 1998 - Meu Pé de Laranja Lima .... Lili
- 2000 - A Muralha .... Rosália Olinto
- 2000 - Laços de Família .... Clara
- 2001 - Sítio do Picapau Amarelo .... Branca de Neve
- 2001 - Brava Gente .... Gigi
- 2001 - Brava Gente .... Branca Luz
- 2002 - Desejos de Mulher .... Letícia Miranda Moreno
- 2003 - Femei îndrăgostite .... Dóris de Souza Duarte Martins
- 2004 - Cabocla .... Belinha (Elizabeth Emerenciana de Sousa Pereira Junqueira Caldas)
- 2006 - Minha Nada Mole Vida .... Elizandra
- 2006 - Páginas da Vida .... Alice Miranda de Vilela Arruda
- 2008 - Beleza Pura .... Joana da Silva Amarante
- 2008 - Casos e Acasos .... Aline
- 2009 - A Turma do Didi .... Spældi seg sjálva
- 2010 - Tempos Modernos .... Goretti Cordeiro
- 2011 - A Vida da Gente .... Cris (Cristiane Macedo)
- 2012 - Guerra dos Sexos .... Jennifer
- 2013 - Sangue Bom .... Renata Moretti